# Byrrhodes grandis
Byrrhodes grandis là một loài bọ cánh cứng thuộc chi Byrrhodes trong họ Ptinidae.